# Marcus Daly
Marcus Daly (5 décembre 1841 - 12 novembre 1900), surnommé le « roi du cuivre » était un industriel américain qui a fait fortune dans l'exploitation de l'argent-métal puis du cuivre à Butte (Montana) avant de fonder un trust mondial avec la Famille Rockefeller.

## Biographie
Originaire de Derrylea, dans le Comté de Cavan en Irlande, Marcus Daly arrive à New York à l'âge de 15 ans, en 1856, sans fortune ni formation. Après cinq années de petits boulots, il part en Californie, où il devient mineur sur le Comstock Lode du Nevada, gisement d'argent découvert en 1859, au service des milliardaires de l'argent, James Graham Fair et John William Mackay. Il se lie d'amitié avec George Hearst, le père du futur magnat des médias William Randolph Hearst, qui a investi et travaillé dans l'Ophir Mine, une des premières et plus prometteuses du Comstock Lode.
En 1871, il part dans l'Utah travailler comme contremaître pour les frères Walker, qui investissent dans les mines, deviennent banquiers et font fortune lors de l'Affaire de l'Emma Silver Mine, sur laquelle travaille Marcus Daly. En 1872, il épouse Margaret Evans à Salt Lake City et acquiert la nationalité américaine en 1874. Les frères Walker l'envoient en 1876 réaliser une investigation sur le potentiel d'une mine d'argent, découverte en 1872 dans les collines au nord de Missoula Gulch, un lieu à qui ils donneront leur nom (Walkerville) situé près de la future ville de Butte (Montana). Appelée « Alice » par son acquéreur Rolla Butcher en 1875, la mine est rachetée 25 000 dollars en 1876 par les frères Walker, qui donnent 20 % du capital à Marcus Daly, désormais installé sur place pour l'opérer. En six ans, elle rapportera 550 000 dollars de dividendes, mais dès 1880 Marcus Daly a revendu ses parts pour racheter en 1881 à Michael Hickey, un ex-soldat de la Guerre de Sécession, des actions dans une autre petite mine d'argent, près de Butte. D'autres aventuriers achètent des concessions, Andrew J. Davis les mines d'Atlantic et Lexington en 1878, puis la Transit Addition en 1888. En 1882, le juge John Forbis achète celle d'Eveline Lode et en 1883 trois mineurs – John Ducie, William Stark et Thomas Wall – acquièrent celle de Venus Lode. Parallèlement, avec le commerçant et aventurier Andrew B. Hammond (1848-1934), Marcus Daly exploite dès 1882 les ressources en bois des environs, acquérant des compétences qui serviront ses futurs projets.
En creusant à 100 mètres sous terre, il découvre que sa modeste mine se met à donner aussi du cuivre avec potentiellement un énorme gisement, mais dont la mine ne détient qu'une partie. Il pense alors à George Hearst, son ami du Comstock Lode, qui avait vécu des problématiques similaires avec l'Ophir Mine et est depuis l'associé de James Ben Alli Haggin et Lloyd Tevis, au sein d'un pool bancaire minier à la Bourse de San Francisco. George Hearst et deux autres financiers réunis à San Francisco lui avancent la somme de 4 millions de dollars, Marcus Daly ayant expliqué que les inventions de Thomas Edison et Graham Bell allaient faire augmenter la demande de cuivre.
La mine est rebaptisée « Anaconda », en s'inspirant d'une éditorial d'Horace Greeley dans le New York Tribune. Le gisement de cuivre découvert au début des années 1880 se révèle considérable, comme l'espérait Marcus Daly, même si la rentabilité est encore aléatoire. Le cours du cuivre est alors très bas, seulement 18 cents la livre, trois fois moins qu'en 1850. Après avoir racheté les concessions des autres mineurs, installés sur le même gisement, en fermant d'abord la sienne pour faire croire à un épuisement du filon et ainsi faire baisser les prix des parts de mine, il fit venir une ligne de chemin de fer jusqu'à sa mine et décide de construire une raffinerie à 45 kilomètres à l'ouest, sur ce qui deviendra la ville d'Anaconda. Marcus Daly se sert des terres octroyées largement à la Northern Pacific Railway pour alimenter en bois bon marché sa première raffinerie de cuivre, qui devient le premier employeur de la ville de Butte (Montana) dès 1885 et permet le développement des mines. Il achète des mines de charbon et des générateurs électriques pour l'alimenter, puis créé un journal, baptisé Anaconda Standard et y fait venir un journaliste réputé John H. Durston, éditorialiste du Syracuse Standard, ce qui lui permet de mettre en place des réseaux politiques contrecarrant les ambitions de son rival, le sénateur William Andrews Clark, qui a lui investi dans le journal Butte Miner et racheté 46 concessions. En 1889, le Montana devient un état de l'Union et les deux rivaux s'écharpent pour savoir si sa capitale sera Anaconda, 45 kilomètres à l'ouest de Butte, ou Helena (Montana), qui sera finalement choisie.
Mais le grand concurrent des mineurs du Montana, ce sont les 17 mines du secteur appelé « Lake Mines », au Pays de Cuivre, dans le Michigan : ils produisent 77 millions de livres de cuivre en 1885 contre 36 millions pour Marcus Daly et 35 millions pour ses 25 petits concurrents de Butte (Montana). Le Pays de Cuivre abaisse son prix de vente à seulement dix cents la livre. Seul l'Anaconda Copper de Marcus Daly parvient à résister, car sa mine produit aussi de l'argent-métal, dont les cours résistent beaucoup mieux. Cette année-là, avec 10 millions de dollars, l'argent-métal rapporte plus à Butte (Montana) que le cuivre (7 millions de dollars). Cinq ans plus tard, c'est respectivement 17 millions pour l'argent (presque autant que le Colorado) et 16 millions de dollars, la population de la ville étant passée de 20000 à 143000 habitants. Butte (Montana) devient le « Las Vegas » du Nord-Ouest. Entre 1890 et 1900, la part de l'offre mondiale de cuivre produite par les États-Unis est passée de 20 % à 43 % et elle culminera jusqu'à une fourchette de 53 % à 57 % au cours de la première décennie du XXe siècle. À partir de 1905, l'Arizona dépasse à son tour le Pays de Cuivre et produit en 1910 autant que le Montana, soit un tiers de l'offre des États-Unis.
En 1891, la Famille Rothschild prend une option sur le capital d'Anaconda Copper, lorsqu'est installé la première raffinerie électrolytique, puis 25 % du capital en 1895 pour 7,5 millions de dollars. De 1892 à 1903, la mine d'Anaconda fut le premier producteur mondial de cuivre. Dès 1891, Daly devient le propriétaire du cheval de course Tammany, cheval de l'année 1893 aux États-Unis, et crée un élevage de pur-sangs dont le plus célèbre représentant est le champion Sysonby.
En 1899, la majorité des actions d'Anaconda Copper est racheté par une société holding qu'il vient de créer, l'Amalgamated Copper Mining Company, qui revendique la vocation de trust mondial du marché du cuivre, avec le soutien d'Henry Huttleston Rogers, un ami de John D. Rockefeller et de son frère William Rockefeller, mais aussi de l'écrivain et entrepreneur Thomas W. Lawson (homme d'affaires). Marcus Daly devient ainsi président d'une holding de 75 millions de dollars de périmètre peu avant son décès en 1900. John D. Ryan, l'ami de sa veuve gère l'immense héritage laissé par le milliardaire. Ses successeurs à la tête du trust font appel à ses talents de négociateur pour édifier un monopole intégrant le rival Fritz Augustus Heinze et sa société fondée en 1902, l'United Copper Company. Fritz Augustus Heinze s'installe en 1906 à New York où il joue un rôle majeur dans la Panique bancaire américaine de 1907, partie d'une tentative de corner sur les actions de sa société.